# Saint-Palais-du-Né
Saint-Palais-du-Né és un municipi francès situat al departament del Charente i a la regió de la Nova Aquitània. L'any 2007 tenia 277 habitants.

## Demografia

### Població
El 2007 la població de fet de Saint-Palais-du-Né era de 277 persones. Hi havia 112 famílies de les quals 20 eren unipersonals (4 homes vivint sols i 16 dones vivint soles), 52 parelles sense fills i 40 parelles amb fills.
La població ha evolucionat segons el següent gràfic:
Habitants censats

### Habitatges
El 2007 hi havia 136 habitatges, 112 eren l'habitatge principal de la família, 15 eren segones residències i 9 estaven desocupats. Tots els 135 habitatges eren cases. Dels 112 habitatges principals, 89 estaven ocupats pels seus propietaris, 14 estaven llogats i ocupats pels llogaters i 9 estaven cedits a títol gratuït; 1 tenia una cambra, 5 en tenien dues, 14 en tenien tres, 29 en tenien quatre i 63 en tenien cinc o més. 103 habitatges disposaven pel capbaix d'una plaça de pàrquing. A 49 habitatges hi havia un automòbil i a 57 n'hi havia dos o més.

### Piràmide de població
La piràmide de població per edats i sexe el 2009 era:
| Homes | Edats   | Dones |
| ----- | ------- | ----- |
| 0     | 95 o +  | 0     |
| 1     | 90 a 94 | 3     |
| 2     | 85 a 89 | 6     |
| 3     | 80 a 84 | 1     |
| 5     | 75 a 79 | 10    |
| 14    | 70 a 74 | 8     |
| 4     | 65 a 69 | 8     |
| 11    | 60 a 64 | 9     |
| 8     | 55 a 59 | 8     |
| 9     | 50 a 54 | 6     |
| 9     | 45 a 49 | 11    |
| 11    | 40 a 44 | 7     |
| 9     | 35 a 39 | 9     |
| 9     | 30 a 34 | 10    |
| 5     | 25 a 29 | 8     |
| 11    | 20 a 24 | 9     |
| 14    | 15 a 19 | 7     |
| 7     | 10 a 14 | 6     |
| 8     | 5 a 9   | 10    |
| 7     | 0 a 4   | 4     |

## Economia
El 2007 la població en edat de treballar era de 167 persones, 125 eren actives i 42 eren inactives. De les 125 persones actives 115 estaven ocupades (63 homes i 52 dones) i 11 estaven aturades (4 homes i 7 dones). De les 42 persones inactives 21 estaven jubilades, 7 estaven estudiant i 14 estaven classificades com a «altres inactius».

### Ingressos
El 2009 a Saint-Palais-du-Né hi havia 120 unitats fiscals que integraven 298 persones, la mediana anual d'ingressos fiscals per persona era de 17.657 €.

### Activitats econòmiques
Dels 8 establiments que hi havia el 2007, 1 era d'una empresa de fabricació d'altres productes industrials, 2 d'empreses de construcció, 1 d'una empresa de comerç i reparació d'automòbils, 2 d'empreses immobiliàries i 2 d'empreses classificades com a «altres activitats de serveis».
Dels 3 establiments de servei als particulars que hi havia el 2009, 1 era una fusteria, 1 lampisteria i 1 perruqueria.
L'any 2000 a Saint-Palais-du-Né hi havia 26 explotacions agrícoles que ocupaven un total de 722 hectàrees.

## Poblacions més properes
El següent diagrama mostra les poblacions més properes.